# Ryann Shane
Ryann Shane (5 luglio 1993) è un'attrice statunitense.
Ha iniziato a recitare ad appena 10 anni mentre nel 2008 ha debuttato al cinema in una piccola parte nel film Certamente, forse mentre l'anno seguente ebbe una parte più notevole come una giovane Hilary Swank in Amelia. Ha in seguito continuato la sua carriera prendendo parte in diverse fiction.

## Filmografia parziale
- Certamente, forse (2008)
- Amelia (2009)